# Stijn Coninx

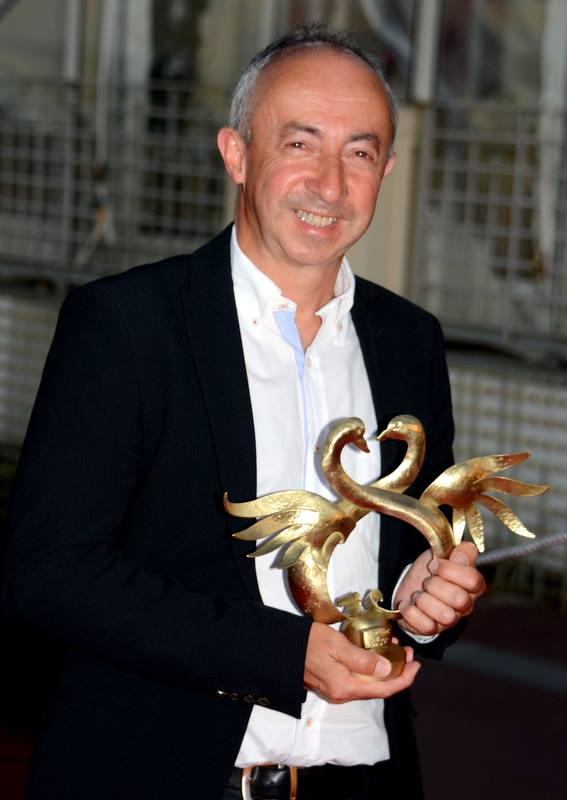
Stijn Coninx beim Festival du film de Cabourg (2014)

Stijn Coninx (* 21. Februar 1957 in Neerpelt, Belgien) ist ein flämischer Filmregisseur. Bekannt wurde er in Europa vor allem durch die Filme Priester der Entrechteten und Die Stunde des Lichts.

## Leben
Coninx besuchte ab 1975 die Filmschule in Brüssel, die er 1980 mit Auszeichnung abschloss. Als Regieassistent arbeitete er in den folgenden Jahren mit führenden Filmemachern Flamens zusammen, so mit Paul Collet, Patrick Lebon, Jaco Van Dormael und Dominique Deruddere. 1987 führte er erstmals Regie. Die Komödie Hector mit dem Komiker Urbanus war ein großer Erfolg in Belgien und den Niederlanden, worauf Coninx drei Jahre später mit Koko Flanel eine weitere Urbanus-Komödie erfolgreich in die Kinos brachte.
Im Jahr 1991 realisierte Coninx den historischen Film Priester der Entrechteten auf der Grundlage der Geschichte des Priesters Pieter Daens, der sich erfolgreich im Belgien des 19. Jahrhunderts für die Verbesserung der Lebens- und Arbeitsbedingungen von Kinderarbeitern in Weberfabriken eingesetzt hatte. Der Film brachte ihn erstmals mit Kameramann Walther van den Ende zusammen, dessen Arbeit an Toto der Held ihm viel Lob eingetragen hatte. Der zweisprachig in Französisch und Flämisch gedrehte Film wurde der bis dahin erfolgreichste belgische Film überhaupt und 1993 für den Oscar nominiert. Bei Bekanntgabe der Nominierung wurde Coninx durch König Albert II. zum Baron geadelt.
Nach fünf Jahren arbeitete Coninx an einem neuen Film. Das Projekt einer Liebesgeschichte in der Arktis zwischen einer Studentin (Francesca Vanthielen) und einem Trapper (Joachim Król) wurde unter harten klimatischen Bedingungen gedreht. Der Film lief 1998 unter dem Titel Die Stunde des Lichts in den europäischen Kinos und erhielt Preise auf mehreren nordischen Festivals. Während Coninx auf die Finanzierung seines nächsten Projektes wartete, übernahm er Arbeiten fürs Fernsehen, inszenierte etwa für die Comedy-Reihen Het Peulengaleis und Nefast voor de feestvreugde.
Im Jahr 2003 kam Weiter als der Mond (Alternativtitel: Das Meer der Stille) in die Kinos. In wieder einem anderen Genre näherte sich Coninx diesmal der Perspektive eines neunjährigen Mädchens, deren Familie vor ihrer Erstkommunion auseinanderzufallen droht, da der Vater trinkt. Der Film gewann alle Hauptpreise auf dem Frankfurter Lucas-Kinderfilmfestival und wurde daraufhin auch in Deutschland in die Kinos gebracht.
Bis sein nächstes Filmprojekt realisiert werden konnte, vergingen erneut mehrere Jahre. Mit der Filmbiografie Sœur Sourire – Die singende Nonne aus dem Jahr 2009 verfilmte er das Leben einer belgischen Nonne, die als Sœur Sourire mit dem Lied Dominique in den 1960er Jahren weltberühmt wurde, jedoch infolge finanzieller Probleme zusammen mit ihrer späteren Lebenspartnerin Suizid beging. In der Hauptrolle war die belgische Schauspielerin Cécile de France zu sehen. Mit Marina folgte 2013 eine weitere Filmbiografie unter Coninx’ Regie – diesmal über das Leben des italienischen Sängers Rocco Granata, der mit dem Lied Marina seinen größten Erfolg verbuchen konnte. Der Film wurde unter anderem mit dem Magritte in der Kategorie Bester flämischer Film ausgezeichnet. Im Jahr 2019 wurde Coninx der belgische Lebenswerk-Filmpreis Mira d’Or verliehen. 
Coninx ist verheiratet, hat drei Kinder und lebt in der Nähe von Brüssel.

## Filmografie (Auswahl)
- 1987: Hector
- 1990: Koko Flanel
- 1992: Priester der Entrechteten (Daens)
- 1998: Die Stunde des Lichts (When the Light Comes)
- 2003: Weiter als der Mond (Verder dan de maan)
- 2004: Europäische Visionen (Segment „Self Portrait“)
- 2009: Sœur Sourire – Die singende Nonne (Sœur Sourire)
- 2013: Marina
- 2015: Ay Ramon!
- 2018: Niet Schieten
- 2018: Sinterklaas en de wakkere nachten

## Auszeichnungen (Auswahl)
- 1993: Joseph-Plateau-Preis in der Kategorie Beste belgische Regie für Priester der Entrechteten
- 1998: Nominierung für den Joseph-Plateau-Preis in der Kategorie Beste belgische Regie für Die Stunde des Lichts
- 1998: Nominierung für den Joseph-Plateau-Preis in der Kategorie Beste belgische Regie für Weiter als der Mond
- 2014: Bernhard-Wicki-Preis beim Internationalen Filmfest Emden-Norderney für Marina
- 2014: Preis der Jugendjury beim Festival du film de Cabourg für Marina[1]
- 2015: Magritte in der Kategorie Bester flämischer Film für Marina
- 2019: Nominierung für den Magritte in der Kategorie Bester flämischer Film in Koproduktion für Niet Schieten
- 2019: Mira d’Or für sein Lebenswerk